# Oliver Stockwell
Thomas Oliver Stockwell (Welwyn Garden City, 7 juni 2002) is een Brits wielrenner.

## Carrière
Als eerstejaars junior maakte Stockwell deel uit van het team dat de openingsploegentijdrit in de Sint-Martinusprijs won. Omdat hij als eerste van het team over de finish kwam, mocht Stockwell de volgende dag in de leiderstrui starten. Die leiderstrui raakte hij die etappe kwijt aan Gleb Karpenko. Later die maand werd hij nationaal kampioen op de weg. In januari 2020 werd hij, achter Rory McGuire, tweede op het nationale kampioenschap veldrijden bij de junioren.
Als tweedejaars belofte, in 2022, maakte Stockwell de overstap naar Cycling Team Friuli. In maart van dat jaar werd hij tweede in de GP Slovenian Istria, achter Daniel Auer. In september maakte hij deel uit van de selectie die de openingsploegentijdrit in de Ronde van Friuli-Venezia Giulia won. In mei 2024 werd Stockwell vijfde in het eindklassement van de Ronde van de Isard.
In 2025 werd Stockwell prof bij Bahrain Victorious. Zijn debuut voor de ploeg maakte hij eind januari in de AlUla Tour.

## Overwinningen
2019
1e etappe Sint-Martinusprijs (ploegentijdrit)
 Brits kampioen op de weg, Junioren
2022
1e etappe Ronde van Friuli-Venezia Giulia (ploegentijdrit)

## Ploegen
- 2022 –  Cycling Team Friuli ASD
- 2023 –  Cycling Team Friuli ASD
- 2024 –  CTF Victorious
- 2025 –  Bahrain Victorious

Arndt · Bauhaus · Bilbao · Bruttomesso · Buitrago · Buratti · Caruso · Ermakov · Eržen · Eulálio · Govekar · Gradek · Haig · Kepplinger · Martinez · Miholjević · Mohorič · Paasschens · Pasqualon · Pickering · Skerl · Stannard · Stockwell · Tiberi · Træen · Tu · van der Meulen · Van Mechelen · Wright · Zambanini